# بيرسي لوف
بيرسي لوف (بالإنجليزية: Percy Love)‏ هو لاعب كرة قدم أسترالية أسترالي، ولد في 6 أكتوبر 1899 في South Yarra ‏ في أستراليا، وتوفي في 19 مايو 1976 في Cheltenham, Victoria ‏ في أستراليا.

## وصلات خارجية
- بيرسي لوف على موقع AustralianFootball.com (الإنجليزية)
- بيرسي لوف على موقع AFLtables.com (الإنجليزية)